# Molophilus (Molophilus) flavus
Molophilus (Molophilus) flavus is een tweevleugelige uit de familie steltmuggen (Limoniidae). De soort komt voor in het Palearctisch gebied.